# Italia (Schiff, 1872)
Der Raddampfer Italia fuhr von 1872 bis 1963 auf dem Vierwaldstättersee in der Schweiz. Er wurde von der Salondampfschiffahrtsgesellschaft des Vierwaldstättersees  beschafft, die in der Vereinigten Dampfschiffahrtsgesellschaft auf dem Vierwaldstättersee aufging, einer Vorgängergesellschaft der heutigen Schifffahrtsgesellschaft des Vierwaldstättersees.

## Geschichte
Kasimir Friedrich Knörr hatte 1871 die Salondampfschiffahrtsgesellschaft des Vierwaldstättersees als Konkurrenzgesellschaft zur erst kurz zuvor aus anderen Gesellschaften, an denen Knörr ebenfalls beteiligt war, fusionierten Vereinigten Dampfschiffahrtsgesellschaft auf dem Vierwaldstättersee (VDGV) gegründet. Für diese Gesellschaft bestellte er am 23. September 1871 bei Escher Wyss in Zürich die Salon-Dampfschiffe Germania und Italia zum Preis von je 315’000 Schweizer Franken. Sie wurden in Vitznau montiert. Noch vor der Fertigstellung der beiden Schiffe gelang es der VDGV, diese von der Salondampfschiffahrtsgesellschaft zu erwerben, welche daraufhin aufgelöst wurde. Die Germania und Italia gingen am 2. Mai 1872 in den Besitz der VDGV über.
Knörrs erklärte Absicht bei der Bestellung war es, Schiffe zu erhalten, die alle anderen in der Schweiz verkehrenden Schiffe an Grösse und Ausstattung übertreffen sollten. Sie sollten den Rheindampfern König und Kaiser an «Eleganz und Confort» möglichst gleichkommen. Tatsächlich boten Germania und Italia einen im Vergleich zu den bisher eingesetzten Glattdeckdampfern neuen Komfort. Die Salon-Aufbauten boten Schutz bei schlechtem Wetter. In der Folge wurden mehrere Glattdecker des Vierwaldstättersees zu Salon- oder Halbsalondampfern umgebaut.
Nach erfolgreichen Probefahrten vom 22. Juli 1872 wurde die Italia Ende Juli in den Plandienst aufgenommen. Sie hatte anfänglich eine Kapazität von 750 Passagieren. Seit 1887 verfügte sie über elektrische Beleuchtung. 1890 mussten die schadhaften Dampfkessel ersetzt werden; die Italia erhielt zwei neue Kessel von Sulzer. Durch das grössere Leistungsvermögen dieser Kessel konnte 1891 die bisherige Zweifach-Expansionsmaschine in eine echte Verbunddampfmaschine umgebaut werden. 1892 wurden die hölzernen durch eiserne Schaufelräder ersetzt.
Bei einer Hauptrevision und grösserem Umbau 1913/14 wurden unter anderem die Radkästen neu aus Eisen erstellt, die Treppen zum Oberdeck ins Innere des Schiffes verlegt und gemäss neuen Vorschriften eine vierte Schottwand eingebaut. Bei der Wiederinbetriebnahme 1914 konnte die Kapazität auf 800 Passagiere erhöht werden.
1924 lief die Betriebsbewilligung für die Italia ab. Damit sie erneuert werden konnte, mussten umfangreiche Reparaturen durchgeführt werden. Das Schiff erhielt neue Schaufelräder von Escher Wyss, durch die eine etwas höhere Geschwindigkeit erzielt werden konnte. 1929 war vorgesehen, die Italia, deren Steuerstand nach wie vor ungeschützt war, mit einem geschlossenen Steuerhaus auszustatten, wie es bereits bei anderen Dampfern geschehen war. Es erwies sich jedoch aus Stabilitätsgründen als unmöglich, das bereits fast fertiggestellte Steuerhaus aus Aluminium aufzusetzen. Nachdem der Dampfer Victoria im Mai 1942 schwere Brandschäden erlitt, wurden ihre Kessel und Räder für die Italia verwendet. Ihre letzte Kursfahrt führte die Italia am 22. September 1963 aus. Im Juli 1967 wurde sie in Luzern abgebrochen.

## Einsatz
Die Italia wurde stets nur im Sommer eingesetzt. Da sie nie ein geschlossenes Steuerhaus erhielt, war sie ein ausgesprochenes Schönwetterschiff und wurde für ihre lange Lebensdauer nur relativ wenig eingesetzt, seit 1945 vor allem für Sonderfahrten und ergänzende Leistungen. Daraus resultierte die relativ geringe Fahrleistung von insgesamt 879'320 Kilometern. Während der beiden Weltkriege war das Schiff insgesamt acht Jahre stillgelegt.
Beim Besuch des deutschen Kaisers Wilhelm II. im Jahre 1893 diente die Italia als Begleitschiff für die Stadt Luzern.